# Эд Французский (сын Роберта II)
Эд Французский (фр. Eudes de France; около 1013 — 15 мая между 1057 и 1059) — французский принц и военачальник, младший из сыновей короля Франции Роберта II Благочестивого от 3-го брака с Констанцией Арльской. Он участвовал в восстании графа Блуа Эда II против короля Генриха I (своего старшего брата), после поражения которого был заключён в Орлеане. В 1054 году Эд участвовал в военной кампании Генриха I против герцога Нормандии Вильгельма II, командуя одной из двух французских армий, которая вторглась в Северную Нормандию. Там он был разгромлен в битве при Мортемере. Хотя ему и удалось бежать, после получения известия о поражении король Франции, командовавший второй армией, был вынужден прекратить наступление и вернуться во Францию.

## Биография
Эд происходил из французского королевского дома Капетингов и был младшим из четырёх сыновей короля Франции Роберта II Благочестивого, родившихся в третьем браке с Констанцией Арльской, дочери графа Прованса Гильома I и Аделаиды Анжуйской. Из трёх старших братьев один, Гуго II, коронованный как соправитель отца, рано умер, второй, Генрих I, наследовал после смерти отца в 1031 году французскую корону, а третий, Роберт I, стал в 1032 году герцогом Бургундии. Также у Эда было 2 или 3 старшие сестры.
Эд родился около 1013 года. Когда граф Блуа Эд II в 1034—1041 годах восставал против короля Генриха I, принц присоединился к мятежу против брата. После поражения Эд попал в плен и был заключён в Орлеане.
В 1054 году Генрих I начал вторжение в Нормандию, планируя сместить герцога Вильгельма II. Судя по всему, он намеревался возвести на герцогский престол своего брата Эда. Французский король разделил своё многочисленное и хорошо вооружённое войско на две части. Первую армию возглавляли сам король Франции и его союзник, граф Анжу Жоффруа II Мартелл: она вторглись в Нормандию из Мэна, захватила графство Эврё, которое было отдано на разграбление. Далее она двигалась по направлению ко второй армии; ей командовал королевский брат Эд, которому помогали граф де Понтье Ги I, граф Валуа Рауль IV де Крепи и граф Клермона Рено. Она переправилась через реку Брель и двинулась в сторону Руана. Однако у герцога Вильгельма оказалось достаточно сил, чтобы тоже разделить войско на две части, причём каждая армия была набрана в том регионе, в котором ей предполагалось действовать. Сам он возглавил ту армию, которая двинулась навстречу Генриху I. Вторую армию, в составе которой были отряды приведённые северонормандскими баронами, возглавили Готье I Жиффар, Роберт д’Э, Гуго де Гурнэ, Роджер де Мортемер и Гильом де Варенн.
Не встречая сопротивления, армия Эда двигалась через область Пеи-де-Брэ, разоряя всё по пути. Нормандские хронисты писали, что врагов было так много, что одолеть их не было никакой возможности. И её военачальники, как выяснилось, совершенно не ожидали атаки северонормандских баронов. Однажды она остановилась на ночлег в деревне Мортемер-сюр-Олн, в которой, скорее всего, уже тогда было укрепление, но оно было покинуто. Нормандская армия находилась неподалёку и, вероятно, получила известие о том, что французы напились и заснули, не выставив достаточно дозорных. И командиры нормандской армии решили нанести удар всеми имеющимися у них силами. Ночью они подошли к стоянке врага, перекрыли выходы из деревни, после чего подожгли её. Хотя французов, судя по всему, было больше, они оказались в ловушке. Сражение продолжалось с переменным успехом почти целый день. Недисциплинированность французов привела к тому, что битва была ими проиграна. Французская армия понесла огромные потери, часть воинов попала в плен, кому-то удалось сбежать.
Разгром французской армии был полный. Среди тех, кому удалось спастись, был и Эд, который бежал одним из первых. Когда до Генриха I дошли вести о разгроме, учинённом армии брата, он был вынужден отступить во Францию.
Известно, что у Эда были владения недалеко от Беллема.
Эд умер между 1057 и 1059 годами в Жерминьи-де-Пре. В некрологе аббатства Сен-Дени сообщается, что смерть наступила в майские иды (15 мая). Неизвестно, был ли Эд женат.

## В культуре
Эд является одним из персонажей романа Режин Дефорж «Под небом Новгорода».